# Klammleitenbach
Der Klammleitenbach ist der rechte Oberlauf der Großen Naarn.
Das Gewässer wird zunächst Schwemmbach genannt und hat ein Einzugsgebiet von 36,6 Quadratkilometern. Sein Ursprung befindet sich auf einer Höhe von 930 m ü. A. in dem aus mehreren kleineren Quellbächen gespeisten Rubner Teich im Gemeindegebiet von Liebenau. Der Klammleitenbach hat mit dem Hinterreiterbach (Leopoldsteinerbach) nur einen Zufluss, auf den 6,6 Quadratkilometer des Einzugsgebietes entfallen.

## Verlauf
Der Bach verlässt kurz nach der Ortschaft Ruben 856 m ü. A. das Gemeindegebiet von Liebenau und gelangt in jenes von Unterweißenbach, wo er die Ortschaften Dauerbach und Hinterreith durchfließt und dann einige Kilometer die Grenze zwischen Unterweißenbach (Ortschaften Greinerschlag und Enebitschlag) und Königswiesen (Ortschaft Haid) bildet. Kurz vor dem Ortsgebiet von Königswiesen vereinigt sich der Bach mit dem Schwarzaubach zur Großen Naarn.

## Wirtschaftliche Nutzung
Entlang des Bachs befinden sich einige Ausleitungskraftwerke.
Vom 18. Jahrhundert bis zum Beginn des Zweiten Weltkriegs wurde der Bach für die Scheiterschwemme genutzt. In der Klammschlucht (Klammleiten) fließt der Klammleitenbach teils ober- und teils unterirdisch. Zur Durchleitung der Holzstämme musste eine Holzriese, ein sogenanntes Gefluder, gebaut werden.
Seit 2002 wurde ein Teil des Gefluders für touristische Zwecke neu errichtet. Es soll die Beschwerlichkeit des Holztransportes damit dokumentiert werden.
Der überregionale Johannesweg führt kurz entlang des Klammleitenbaches, ebenso weitere regionale Wanderwege.